# Чемпіонат України з боксу 2017
XXVI Чемпіонат України з боксу серед чоловіків — головне змагання боксерів-любителів в Україні, організоване Федерацією боксу України, що відбулося з 13 по 19 листопада 2017 року у Львові .

## Медалісти
| Дисципліна                       | Золото             | Срібло             | Бронза                 |
| -------------------------------- | ------------------ | ------------------ | ---------------------- |
| до 49 кг, чоловіки докладніше    | Назар Куротчин     | Євгеній Овсянніков | Анар Умудов            |
| до 49 кг, чоловіки докладніше    | Назар Куротчин     | Євгеній Овсянніков | Дмитро Апончук         |
| до 52 кг, чоловіки докладніше    | Андрій Тишковець   | Максим Фатич       | Ростислав Білостоцький |
| до 52 кг, чоловіки докладніше    | Андрій Тишковець   | Максим Фатич       | Ігор Сопінський        |
| до 56 кг, чоловіки докладніше    | Владислав Вєтошкін | Олег Чулячеєв      | Ростислав Кравченко    |
| до 56 кг, чоловіки докладніше    | Владислав Вєтошкін | Олег Чулячеєв      | Євгеній Мазур          |
| до 60 кг, чоловіки докладніше    | Дмитро Черняк      | Мирослав Гончар    | Павло Гореленко        |
| до 60 кг, чоловіки докладніше    | Дмитро Черняк      | Мирослав Гончар    | Жан Гаспарянц          |
| до 64 кг, чоловіки докладніше    | Мгер Оганесян      | Ярослав Харциз     | Іван Данча             |
| до 64 кг, чоловіки докладніше    | Мгер Оганесян      | Ярослав Харциз     | Тимур Беляк            |
| до 69 кг, чоловіки докладніше    | Ярослав Самосфалов | Віктор Петров      | Максим Пилипець        |
| до 69 кг, чоловіки докладніше    | Ярослав Самосфалов | Віктор Петров      | Денис Пісоцький        |
| до 75 кг, чоловіки докладніше    | Валерій Харламов   | Андрій Терегеря    | Андрій Тимошенко       |
| до 75 кг, чоловіки докладніше    | Валерій Харламов   | Андрій Терегеря    | Микита Жижиян          |
| до 81 кг, чоловіки докладніше    | Степан Грекул      | Денис Солоненко    | Владислав Михайлов     |
| до 81 кг, чоловіки докладніше    | Степан Грекул      | Денис Солоненко    | Буянов Олег            |
| до 91 кг, чоловіки докладніше    | Сергій Горсков     | Дмитро Лісовий     | Іван Юхта              |
| до 91 кг, чоловіки докладніше    | Сергій Горсков     | Дмитро Лісовий     | Артем Усик             |
| понад 91 кг, чоловіки докладніше | Ігор Шевадзуцький  | Андрій Городецький | Віталій Покуляк        |
| понад 91 кг, чоловіки докладніше | Ігор Шевадзуцький  | Андрій Городецький | Олександр Бабич        |